# 相棒 -劇場版IV- 首都クライシス 人質は50万人! 特命係 最後の決断
『相棒 -劇場版IV- 首都クライシス 人質は50万人! 特命係 最後の決断』（あいぼう げきじょうばん フォー しゅとクライシス ひとじちはごじゅうまんにん! とくめいがかり さいごのけつだん）は、2017年2月11日に全国東映系にて公開された日本映画。略称は『相棒 -劇場版IV』。
テレビ朝日系の刑事ドラマシリーズ『相棒』の劇場版第4作となり、劇場版としては、前作『相棒 -劇場版III- 巨大密室! 特命係 絶海の孤島へ』より約2年10か月ぶりとなる。杉下右京の相棒が、甲斐享（成宮寛貴）から冠城亘（反町隆史）に変わって以降の劇場版である。前作に続き右京の元相棒・神戸尊（及川光博）が登場。新旧の相棒が同一作品に登場する。また、season14 最終話にて警察学校へ異動した米沢守（六角精児）も登場するが、今回は従来の鑑識官としてではなく、警察学校の教官として登場する。
2010年の『相棒 -劇場版II- 警視庁占拠! 特命係の一番長い夜』以来のテレビシリーズ放送中での劇場版公開となり、season15 第13話と第14話では前後編として、冠城が法務省出向時代のseason14当時を回想する形で本作の約1年前の出来事が描かれ、2017年2月1日、8日に放送された。本作に登場する人物も複数登場している。なお、監督と脚本は本作同様、橋本一と太田愛が担当している。
時系列としては『相棒 劇場版III』から約3年後の2016年となり、season15 第2話と第3話の間に起きた出来事として位置づけられている。
2018年3月21日、テレビ朝日系にてテレビ初放送された（20:00 - 22:19）。

## あらすじ
7年前、イギリスのある屋敷で日本領事館関係者がほぼ全員毒殺される事件が起こった。犠牲となった駐英日本大使館の参事官の娘に当たる少女が唯一の生き残りだったが、その少女も国際犯罪組織「バーズ」によって誘拐されていた。しかし、当時の駐英大使と日本政府は“高度な政治的判断”によって、その誘拐事件を闇に葬っていた。
事件から7年後。社美彌子からの指示により、特命係の杉下右京と冠城亘は、国連犯罪情報事務局・元理事のマーク・リュウに同行していた。彼は一線を退いてからもバーズのリーダー＝レイブンを長年追っており、日本にレイブンが潜伏しているという情報を得て香港から来日、美彌子と知人であった事もあり、彼女を通じて特命係を紹介され、共にレイブンの調査に当たっていた。リュウの携帯に部下の一人であったロイ・モリスから「レイブンに関する情報を入手した。だが追われている」と連絡が入り、彼から居場所を聞き出すと降り頻る雨の中特命係の二人に居場所を教えつつその現場に向かう。モリスは「天谷克則という男を調べてほしい」とリュウに伝えた矢先、首に黒い羽のタトゥーを入れた男に殺害されてしまう。
翌日、右京はリュウと共にモリスと行く予定であった食事に代わりに同行するが、レストラン街で集団食中毒が発生し、リュウも被害に遭ってしまった。その直後、何者かに外務省のホームページをハッキングされてしまう。ハッキングした犯行グループは、7年前に誘拐した少女＝鷺沢瑛里佳の現在の姿を動画で公開すると同時に「7年前、日本政府は我々の要求を無視した。今回拒否すれば、大勢の人々が見守る中で、日本人の誇りが砕け散るだろう」というメッセージと700万ユーロ（日本円で約9億円）の身代金を要求。しかし、日本政府は、近々行われる国際平和会議を強く意識しており、テロに屈服しない体裁を示すことに拘り、またしてもその要求を突っぱね、断乎として戦うことを表明。これにより瑛里佳は2度も国に見捨てられる事となった。
そんな中、特命係の2人は独自に捜査に乗り出し、軽症で事なきを得たリュウと、元鑑識の米沢守に加え、亘の要請により、かつて右京の相棒だった警察庁の神戸尊とも合流。彼等と事件解決に向けて奔走しつつ、その過程でバーズのアジトを突き止め、更には瑛里佳を発見するに至る。その後、天谷克則は、かつてある島に"南洋開拓団壮行会"として国からの命で派遣された人間の子供であった事、そこで先の戦争時に国に見捨てられ、その事を後にバーズのリーダー・レイブンとなる息子に教えていたこと、瑛里佳がそのレイブンに7年間育てられていた事、レイブンのルーツ等数々の真実を知ることになる。更には世界の要人を招いて国際平和会議が開かれる日であった。「大勢の人々が見守る中で、日本人の誇りが砕け散る」。右京はこれまでの事実を纏め、この言葉の真の意味を理解する。それは東京・銀座、奇しくも開拓団がかつて国からの激励と期待を背負い送り出された場所で50万人以上の見物客が集まる世界スポーツ競技大会の日本選手団の凱旋パレードへの無差別大量テロを仕掛け、国そのものに復讐をする計画だった。
これを知った右京はパレードの中止までには至らせられなかったものの、警備を最大限に強化させるよう警察幹部を説得、承認させると亘と共に伊丹たち捜査一課と協力を得ながら、再び事件解決に奔走していく。
右京に追いつめられた犯人は、かつて自らが経験した戦争の悲惨さから、日本がいつテロの脅威によって平和な日常が破壊されてもおかしくない事を知らしめるために、右京らを利用して自分が死ぬ形でテロ未遂事件として締めくくられるよう仕向けていたことを明かす。右京は犯人から死なせるよう懇願されたが、「命の大切さとそれが無惨に奪われる悲惨さを一番よく知るあなたが自らの命を粗末にしてはいけない」と諭す。

## 登場人物

### メインキャラクター
杉下右京
演 - 水谷豊
警視庁特命係係長・警部で、警視庁一の切れ者の警察官。東大卒業後にキャリアとして警察庁に入庁。その後、警視庁に出向し、捜査二課で活躍していたものの、ある事件をきっかけに特命係へ異動。抜群の推理力と好奇心から真実を追求するあまり上層部に疎まれているが、多くの難事件を解決に導いている。
冠城亘
演 - 反町隆史
警視庁特命係・巡査。元法務省刑事局総務課企画調査室室長。当初は法務省キャリア官僚として警視庁に出向していた。しかし、ある事件を切っ掛けに法務省を退官。その後、警視庁に正式に警察官として配属された。当初は広報課に配属されながらも、紆余曲折を経て特命係へ異動した。
月本幸子
演 - 鈴木杏樹
小料理屋「花の里」女将。過去に特命係に逮捕された事が切っ掛けで交流を持つようになり、紆余曲折を経て現在の職に落ち着いた。
伊丹憲一
演 - 川原和久
警視庁刑事部捜査一課刑事・巡査部長。捜査に幾度となく首を突っ込んでくる特命係を疎ましく思っている。目つきと柄が悪いが正義感が強く、警察内部の権力争いには批判的で、内村や中園に反抗することもある。本作では、犯人の仕掛けた罠に引っ掛かってしまい、自分を含む捜査員全員と本部との通信を途絶えさせてしまう失態を犯してしまうものの、事件の実行犯の一人と格闘を展開する。
芹沢慶二
演 - 山中崇史
警視庁刑事部捜査一課刑事・巡査部長。伊丹とコンビを組む捜査一課の刑事。伊丹とともに特命係を邪魔者扱いしながら、右京の推理力を内心では認めており、時には口を滑らせたり、伊丹に隠れて特命係に情報提供することもある。亘のことを警戒している模様。伊丹同様、本作では、事件の実行犯の一人と格闘する。
角田六郎
演 - 山西惇
警視庁組織犯罪対策部組織犯罪対策第5課長・警視。「暇か？」と言って現れ、特命係の部屋でコーヒーを飲みながら油を売ったり、特命係に雑用を頼んだりしている。しかし、何かと右京の手助けをするなど、数少ない特命係の理解者でもある。また、暴力団の取締や麻薬捜査に関しては一流の腕を持っている。
米沢守
演 - 六角精児
警視庁警察学校教官・巡査部長。警視庁刑事部鑑識課にいた頃は右京と馬が合い、特命係への捜査協力を惜しまない、強い味方として登場していた。season14 最終話で異動している。現場に戻ることを希望しているため、上層部から睨まれないよう特命係との協力を避けようとしているが、右京と亘に押し切られる形で本作でも手を貸すことに。
大木長十郎、小松真琴
演 - 志水正義、久保田龍吉
警視庁組織犯罪対策部組織犯罪対策第5課 巡査部長。角田課長の部下。体格が大きい方が、小松、体格が小さい方が、大木である。いつも、特命係の窓を覗き込んでいるが、特命係を嫌悪しておらず、共に捜査に当たることもしばしば。
大河内春樹
演 - 神保悟志
警視庁警務部人事第一課・首席監察官・警視正。警視庁内部の警察官の不正を主に捜査。特命係は規律を無視する存在であるため度々目を光らせているが、難事件を解決に導く実力は評価しており、特に右京の能力を認めている。また尊とは旧知の仲で、彼のことを度々気にかけている。
内村完爾
演 - 片桐竜次
警視庁刑事部刑事部長・警視長。捜査一課をはじめとする刑事部をまとめる責任者。組織の秩序を乱している特命係を目の敵にする頑固者で面子を重視する。面倒ごとは自ら手を下さず、部下である中園に任せている。
中園照生
演 - 小野了
警視庁刑事部参事官・警視正。内村の腰巾着として面倒ごとを押し付けられている。特命係には刑事部への事件に首を突っ込んでくるため排除しようとしている。しかし、内心右京の能力は評価している。
神戸尊
演 - 及川光博
警察庁長官官房付・警視。元特命係。かつては右京を監視するスパイの任を与えられ、特命係に配属されたが、行動を共にするうちに右京との信頼関係を築き、スパイとしての立場を捨てて、右京の真の相棒として活躍。その後、ある事件を機に現在の役職に異動したが、劇場版IIIに続き、今作にも登場。右京との交流は途絶えておらず、本作でも右京の手助けをしている。
社美彌子
演 - 仲間由紀恵
警視庁総務部広報課課長・警視正。警察庁のキャリア官僚から内閣官房内閣情報調査室へ総務部門主幹として出向した後、現在に至る。広報課に所属していた際に亘に自らの秘密との取引として、亘を特命係へ異動させるよう峯秋に働きかけた。マーク・リュウとは、内閣情報調査室勤務時代の旧知である。
甲斐峯秋
演 - 石坂浩二
警察庁長官官房付・警視監。元警察庁次長。右京の前相棒、甲斐享の実父。かつては警察庁No.2である次長の地位にあったが、享の不祥事の影響で現在の役職に降格。しかし、組織内での影響力は健在で、それを行使して右京の捜査の妨害をする事もあれば、手助けする事もある。右京個人の能力は厄介としながらも高く評価しており、時にはそれをも利用する。美彌子からの依頼で亘の特命係への異動にも関与した。
本作では、右京がパレードがテロリストから狙われるのを危惧して警備を強化するよう、警察幹部らに進言した際それに賛同し、他の幹部達を同意させる切っ掛けを作る等をして特命係を手助けしている。

### 通常回にも登場したゲストキャラクター
山崎哲雄
演 - 菅原大吉
警察庁警備局局長・警視監。国内外の要人警護やテロの捜査を担当。警察の代表として、バーズへの対応を決定する協議に参加。佐橋副総理と同様、バーズの犯行声明を日本国家に対するテロ予告であると断定し、警備を敷くことを命じる。その後もパレードを狙ったテロ事件の陣頭指揮を取り、犯人逮捕後はテロに使用される筈だった毒ガスへ変化する毒物の存在を警察組織の威信を理由に隠蔽しようとしたが、社の計らいでその事が露見し、その目論見は外れることになる。
折口洋介
演 - 篠井英介
内閣官房副長官（政務担当（衆））。佐橋副総理や山崎警備局長とは異なり、バーズの犯行声明をテロと断定することに懐疑的な姿勢を示し、要求を飲んで人質の解放を優先する立場をとり、佐橋らに度々意見をする。
石川大輔
演 - 林泰文
社の部下。
綿貫肇
演 - 児島功一
警視庁刑事部捜査一課刑事。
吉田剛
演 - 田中啓三
警視庁刑事部捜査一課刑事。

### 映画単発のゲストキャラクター
“黒衣の男”／土橋紘一
演 - 北村一輝
国際犯罪組織「バーズ」のメンバー。リーダー格の"レイブン"として警察にマークされている。マーク・リュウと共にバーズを追っていた国連犯罪情報事務局員のロイ・モリスを殺害した。首筋に黒い羽のタトゥーがあることが特徴。
かつて駐英大使だった岩井孝信の警備対策官としてボディーガードを務めていたが、瑛里佳がバーズの人質にされ、身代金が要求された際、自身の出世のために身代金の要求を蹴ったことで岩井のボディーガードでいることに嫌気が差し、警察官を退職、その後は海外を転々としていたが、バーズのリーダーであるレイヴンこと、リュウと出会い瑛里佳がリュウによって育てられ、生きていたことを知り、その考えや心境に強く惹かれ、彼の仲間になるに至った。
鷺沢瑛里佳
演 - 山口まゆ（10歳：内田未来）
在英日本大使館の参事官令嬢。10歳の時に「バーズ」のメンバーに誘拐され、行方不明になっていたが、実際にはバーズのリーダー、レイブンに7年もの間育てられ、バーズの他のメンバー共、親しい間柄となっており、半ば組織の一員として活動をしていた。また、7年前の集団毒殺事件の唯一の生存者だが、バーズのメンバーに手渡された毒物を、知らずに飲み物に入れ、殺害に加担させられていた。バーズから捨てられた後、特命係に保護されるが、レイブンの犯行を止めるべく警察を抜け出し奔走する。
ジェイ／滝口淳
演 - 石田法嗣
「バーズ」のメンバー。ハッカーとして活動する。不正アクセス禁止法違反で逮捕歴がある。
ホーク／川瀬隆史
演 - 城戸裕次
「バーズ」のメンバーで、ヘロンの相棒。武闘派であり、車の運転も担当する。
ヘロン／小川勉
演 - 川村進
「バーズ」のメンバー。武闘派で、化学兵器を取り扱う技術者でもある。
デニス・コナー
演 - ドン・ジョンソン
「バーズ」のメンバー。7年前の鷺沢瑛里佳誘拐事件の実行犯で、人種差別による侮蔑と排他的な扱いを受けて傷付いていた瑛里佳に、父親を含む彼女自身の関係者を殺害するよう仕向けた。事件2日後にロンドン郊外で射殺体となって発見された。
ロイ・モリス
演 - ダンテ・カーヴァー
国連犯罪情報事務局職員。リュウの部下でレイブンを追う。「天谷克則という人物を調べてほしい」という言葉を残し、レイブンの情報を掴んだ直後に射殺される。
天谷光代
演 - 佐々木すみ江（若き日：中島妙子）
天谷克則の従姉。右京と亘に天谷克則の過去に関する情報と彼の生い立ちを明かした。
相楽敏夫
演 - 山本龍二
納官師。
塚本隆
演 - 大賀太郎
警視庁江東警察署刑事第一課の刑事。
天谷清子
演 - 清瀬ひかり
克則の母。
鷺沢
演 - 黒板七郎
瑛里佳の父。在英日本大使館の参事官。
佐橋健作
演 - 益岡徹
副総理。強硬な姿勢で現政権を牽引。バーズの犯行声明を日本国家に対するテロ予告とすり替えて、テロに屈しない日本を国際社会にアピールするため、身代金の要求を拒否する。
岩井孝信
演 - 江守徹
鷺沢瑛里佳誘拐事件発生時の駐英大使。犯人グループからの身代金の要求を拒否するよう進言した張本人。現在は環太平洋評議会専務理事として活躍。
マーク・リュウ／天谷克則
演 - 鹿賀丈史（幼年期：阿久津慶人 / 19歳：広田亮平）
国連犯罪情報事務局の元理事。長年調査してきたバーズを追って香港から来日。元部下のロイ・モリスの伝言をもとにレイブンの正体を追う。美彌子とは知人同士で、特命係の二人とともに行動する。
その正体はロイ・モリスが調べるように頼んでいた天谷克則その人であり、バーズのリーダー・レイブンでもある。かつて国からの命により"南洋開拓団壮行会"の一員として派遣されていた女性の子供である。戦時中、突如友軍が撤退してしまい、無防備な状態で戦火の中を逃げ惑う羽目に陥った挙げ句、親を失ったばかりか、国から死亡扱いを受けていた。その後、闇ルートによって今のマーク・リュウとしての国籍、戸籍を入手、外国人として生きていた。テロの実行により、自身もろともパレードに来ていた人々を巻き込んで死のうとしていたが、右京に阻止され命を救われた。

## 制作
今作は北九州フィルムコミッション（KFC）の協力を受け、撮影開始から1か月ほど経過した2016年6月中旬頃より福岡県北九州市を中心に撮影を行った。

## スタッフ
- 監督 - 橋本一
- 脚本 - 太田愛
- 音楽 - 池頼広
- 製作総指揮 - 早河洋
- 製作 - 亀山慶二、手塚治、水谷晴夫、久保雅一、沖中進、浅井賢二、木下直哉、大川ナオ、樋泉実、伊藤裕章、二木清彦
- エグゼクティブプロデューサー - 西新
- Co.エグゼクティブプロデューサー - 佐々木基
- プロデューサー - 桑田潔、佐藤凉一、伊東仁、遠藤英明、西平敦郎、土田真通
- 撮影監督 - 会田正裕（J.S.C.）
- 美術 - 近藤成行
- 照明 - 松村泰裕
- 録音 - 舛森強
- 編集 - 只野信也（J.S.E.）
- 装飾 - 山本信毅
- VFXプロデューサー - 戸枝誠憲
- VFXスーパーバイザー - 宮島荘司
- 音響効果 - 西村洋一
- スクリプター - 小関ひろみ
- 助監督 - 安養寺工
- 制作担当 - 金井光則
- ラインプロデューサー - 今村勝範
- アシスタントプロデューサー - 増田玲介
- 音楽プロデューサー - 津島玄一
- 宣伝プロデューサー - 孤嶋健二郎
- 配給 - 東映
- 製作プロダクション - 東映東京撮影所、東映テレビ・プロダクション
- 製作 - 「相棒 -劇場版IV-」パートナーズ（テレビ朝日、東映、トライサム、小学館、朝日放送、メ〜テレ、木下グループ、研音、北海道テレビ放送、広島ホームテレビ、九州朝日放送）

## 反響
興行通信社による全国映画動員ランキングで初登場1位を獲得した。全国347劇場で公開され、公開から2日間で、動員31万6539人、興収4億174万3800円を記録。これは、今年に入って公開された邦画・洋画の中で1番の成績であり、2008年の『相棒 -劇場版- 絶体絶命! 42.195km 東京ビッグシティマラソン』をも越えるシリーズ最高のオープニング興収成績となっている。最終的な興行収入は19.2億となった。

## テレビ放送
| 回数 | 放送日        | 放送局     | 放送時間      | 放送枠                   | 放送分数 | 視聴率 |
| ---- | ------------- | ---------- | ------------- | ------------------------ | -------- | ------ |
| 1    | 2018年3月21日 | テレビ朝日 | 20:00 - 22:19 | （なし）                 | 139分    | 15.8%  |
| 2    | 2019年3月24日 | テレビ朝日 | 21:00 - 23:21 | 日曜プライム（16分拡大） | 141分    | 13.1%  |
| 3    | 2021年1月6日  | テレビ朝日 | 20:00 - 22:19 | （なし）                 | 139分    | 12.4%  |

- 視聴率はビデオリサーチ調べ、関東地区・世帯・リアルタイム。